# Radioamatore

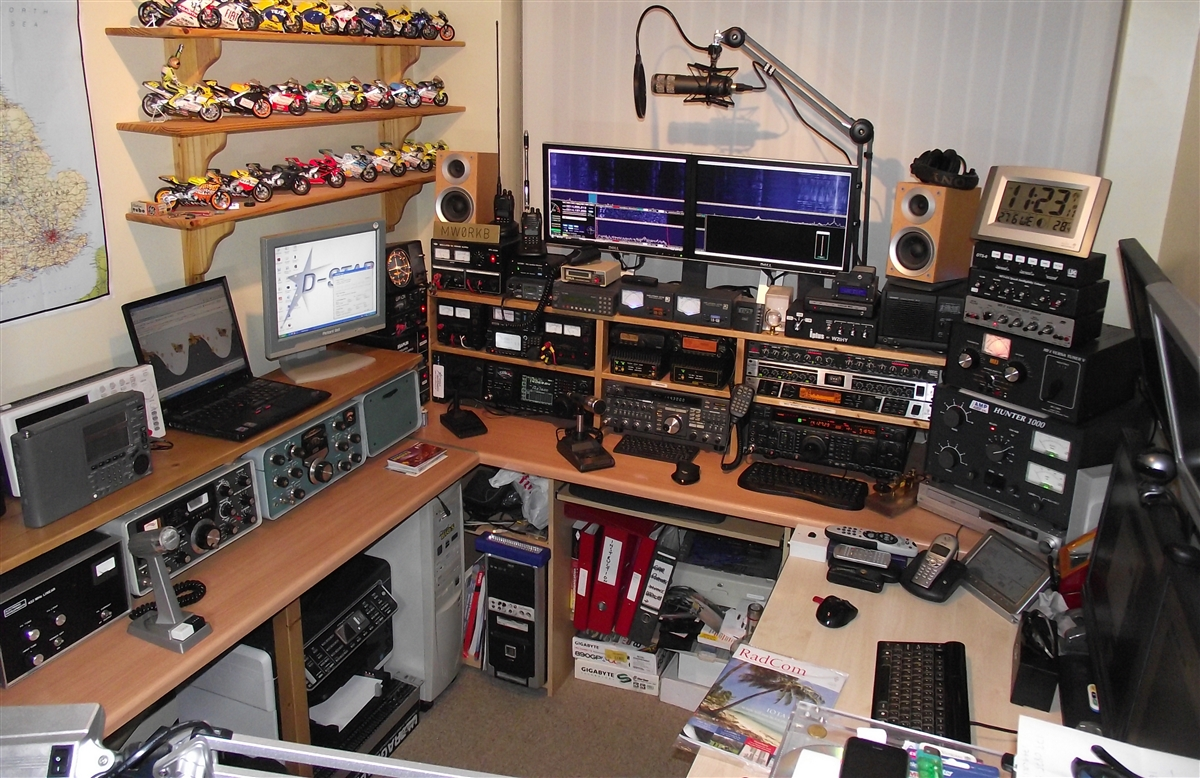
La postazione operativa all'interno di una stazione radioamatoriale.

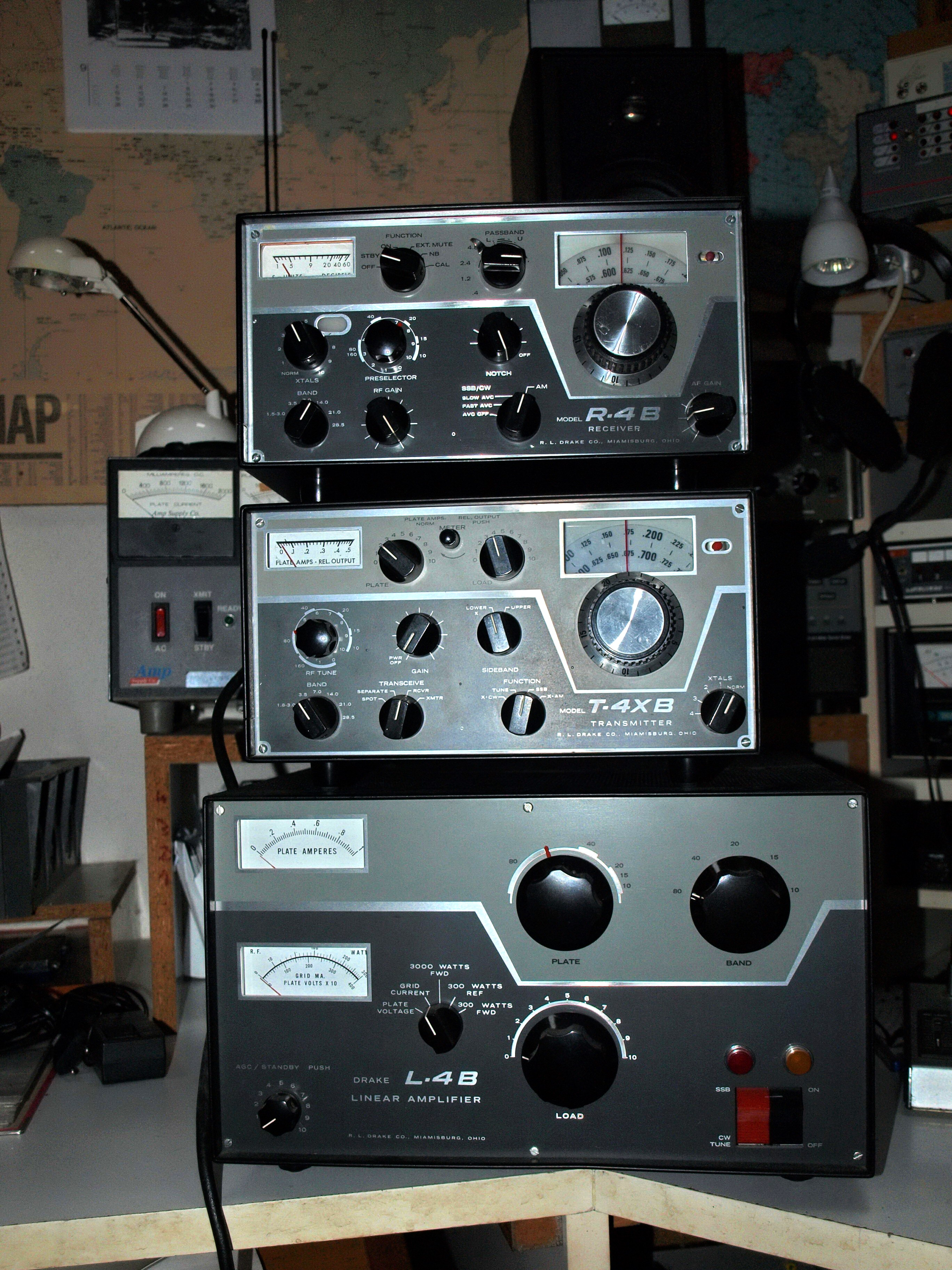
Ricevitore R-4B, Trasmettitore T-4XB e 1kW-Amplificatore L-4B della Linea Drake

Simbolo internazionale dei radioamatori

Il radioamatore, in gergo OM se uomo e YL se donna (acronimi dall'inglese Old Man e Young Lady) o semplicemente ham, è uno sperimentatore, senza finalità di lucro, del mezzo radio e delle radiocomunicazioni intese nella più ampia accezione del termine. L'attività radioamatoriale viene classificata a livello internazionale come un servizio e prevede quindi dei diritti e doveri ben precisi. 
I radioamatori sono inoltre spesso attivi nell'ambito della protezione civile, tramite numerose associazioni riconosciute e organizzate a livello nazionale, dotate di mezzi adibiti a sala radio mobile e di altre svariate apparecchiature, in modo da poter essere operativi su tutto il territorio, in caso di necessità, nel minor tempo possibile.
Su preventiva autorizzazione da parte del Ministero delle imprese e del made in Italy (MIMIT) dei radioamatori partecipanti, possono svolgere attività di radioassistenza a gare sportive, manifestazioni o altro tipo di eventi in collaborazione con enti locali e forze dell’ordine.
Il 7 marzo 1985, grazie all'allora Ministro della Protezione civile, Giuseppe Zamberletti, fu emanata un'ordinanza (n.782), dove fu disposto che tutte le Prefetture Italiane, il Ministero dell'interno e ovviamente il Dipartimento della Protezione civile, fossero collegate tramite stazioni HF-VHF Radioamatoriali e che fossero gestite e mantenute attive, da un gruppo volontario di radioamatori che in questo modo, potevano e possono ancora oggi garantire comunicazioni d'emergenza anche in caso di totale black-out dei sistemi di comunicazione standard o di gravi calamità naturali, dove solitamente i collegamenti classici, come telefoni cellulari, telefoni con filo, e quindi anche i collegamenti internet, vengono resi inutilizzabili.

## Adempimenti di legge che regolano l'attività
Il radioamatore, per poter operare e quindi essere abilitato al servizio, dovrà superare un esame scritto, indetto con cadenza in genere semestrale o annuale a seconda della Regione di appartenenza, dagli Ispettorati Territoriali Regionali del Dipartimento delle Comunicazioni del Ministero delle Imprese e del Made in Italy, per il conseguimento della patente di operatore di stazione di radioamatore.
Con il superamento dell'esame è concessa l'abilitazione ministeriale (detta anche "patente", valevole come documento d'identità ai sensi del D.P.R. 445/2000) con la quale il radioamatore potrà operare da una qualsiasi stazione radioelettrica, autorizzata, sulle frequenze e modalità tecniche per le quali la predetta patente è valevole, utilizzando l'indicativo di chiamata di questa stazione. Una volta appurato che non sussistono elementi pregiudizievoli sulla persona (ad esempio importanti precedenti penali o misure cautelari di sicurezza e prevenzione) è possibile ottenere dallo stesso Ministero "l'autorizzazione generale per l'impianto ed esercizio di stazione di radioamatore" propria (una volta chiamata "licenza di stazione"), la quale è identificata in tutto il mondo in maniera univoca da un nominativo radioamatoriale di stazione, anch'esso assegnato dal Ministero, che identifica sia la stazione sia il titolare.
Il radioamatore stesso, purché titolare di Autorizzazione generale all'impianto di stazione, potrà quindi progettare, modificare o costruire ex novo i propri radiotrasmettitori (e relative antenne) purché ottemperanti le specifiche tecniche stabilite dal Ministero. Ciò significa che il radioamatore non ha alcun limite di omologazione e può disporre di qualunque apparecchiatura radioelettrica per le proprie attività sperimentali.

## Il nominativo radioamatoriale
Il nominativo radioamatoriale è composto da lettere e numeri, assegnati dall'autorità competente in ciascun paese (per l'Italia, il Ministero delle Imprese e del Made in Italy). Il nominativo è divisibile in due parti: il prefisso ed il suffisso.
Nel caso del nominativo IK1AAA, il prefisso è costituito da IK1, mentre il suffisso è AAA. Il prefisso è formato a sua volta da un prefisso nazionale ("I" nell'esempio, dove la lettera "I" indica che il nominativo appartiene ad una stazione italiana) e da un numero di call area (1) ed, in questo esempio, anche da un'altra lettera. Il numero di call area varia in base alla prima cifra del codice di avviamento postale (CAP). Zona 0: Lazio, Umbria e Sardegna; zona 1: Liguria, Piemonte e Valle d'Aosta; zona 2: Lombardia; zona 3 Veneto, Trentino e Friuli-Venezia Giulia; zona 4: Emilia-Romagna; zona 5: Toscana; zona 6: Marche e Abruzzo; zona 7: Puglia e Basilicata; zona 8: Campania, Calabria e Molise; e infine zona 9: Sicilia.
I prefissi utilizzati fanno parte di assegnazioni stabilite in sede internazionale dalla Unione Internazionale delle Telecomunicazioni (ITU), emanazione delle Nazioni Unite. Alcuni esempi:
- HB9 è un prefisso svizzero.
- S51 è un prefisso sloveno.
- PA1 è un prefisso olandese.
- EA4 è un prefisso spagnolo.
- PY1 è un prefisso brasiliano.
- 3A2 è un prefisso del Principato di Monaco.
- VU2 è un prefisso dell'India
- 5V7 è un prefisso del Togo
- HV5 è un prefisso del Vaticano
- SV2/A è un prefisso del Monte Athos

## Le bande operative
I radioamatori possono operare su porzioni ben precise dello spettro elettromagnetico. Le bande sono allocate nelle gamme LF, MF, HF, VHF, UHF, SHF ed EHF, secondo il Piano nazionale di ripartizione delle frequenze, o PNRF, redatto dal Ministero delle Comunicazioni, su indicazioni dell'Unione Internazionale delle Telecomunicazioni (ITU o UIT). Le bande LF, MF, HF permettono generalmente comunicazioni anche intercontinentali, mentre VHF, UHF, SHF, EHF quasi sempre solo locali, nazionali ed occasionalmente europee.

## Comunicazioni spaziali
Oltre alle comunicazioni dirette (onda di terra) e quelle via ionosfera, troposfera, ripetitore, ecc., i radioamatori comunicano anche attraverso l'utilizzo di satelliti artificiali oppure facendo rimbalzare il segnale radio sulla superficie della Luna.

### Satelliti radioamatoriali

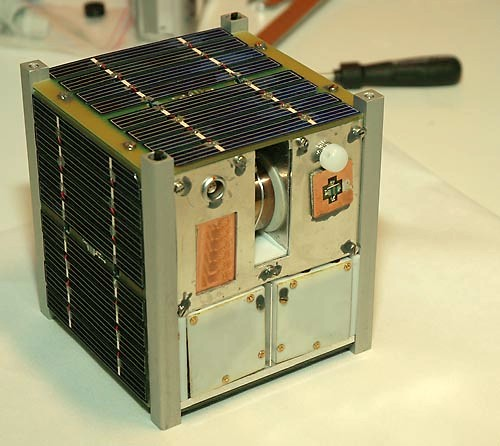
Il cubesat norvegese nCube-2.

Le associazioni radioamatoriali di vari paesi hanno messo in orbita, già da qualche decennio, dei piccoli satelliti artificiali (CubeSat) ad uso radioamatoriale. La progettazione è stata in genere demandata a radioamatori alcuni dei quali ingegneri e progettisti, con l'aiuto di molti semplici appassionati, e le ingenti spese di lancio sono state coperte da raccolte volontarie di fondi tra tutti i radioamatori del mondo.
I satelliti radioamatoriali funzionano in modo simile ai ripetitori posti nell'orbita terrestre. Da terra si trasmette un segnale su una certa banda ed il satellite lo ritrasmette su un'altra, dove può essere ricevuto a grande distanza. Le bande utilizzate sono in genere nelle VHF, UHF ed SHF, perché a queste frequenze la ionosfera è trasparente e il segnale può quindi raggiungere lo spazio senza ostacoli o attenuazioni.
Fanno eccezione alcuni satelliti russi della serie Radio Sputnik, che ricevono nella banda dei 21 MHz e trasmettono sui 29 MHz.
Stazioni radioamatoriali sono state anche presenti nella stazione spaziale Mir e sugli Space Shuttle, mentre ne esiste una anche nella odierna Stazione spaziale internazionale.
Molti radioamatori hanno quindi potuto avere l'emozione di parlare in diretta con un astronauta o cosmonauta. Sono anche organizzati collegamenti tra scuole medie e superiori e gli astronauti nello spazio, a scopo educativo.
Normalmente basta una potenza di pochi watt per collegarsi via satellite. A volte bastano delle antenne fisse, mentre in altri casi vanno usate delle antenne direttive, che devono inseguire il satellite nel suo movimento attraverso il cielo.
Esistono appositi programmi per calcolare i periodi in cui ogni satellite è collegabile dalla propria località geografica.

### EME
L'attività EME (Earth-Moon-Earth) consiste nel far riflettere un segnale radio sulla superficie della Luna, in modo da realizzare collegamenti con località anche molto distanti, con l'unico requisito di avere la Luna visibile da entrambe le stazioni di radioamatore.
Perché la riflessione abbia successo e si abbia un segnale sufficiente al ricevitore, si usano in genere potenze di trasmissione elevate e si cerca di concentrare il più possibile il segnale, considerando che il diametro della luna, osservato dalla terra, è di appena mezzo grado. Per questo motivo, ed anche per superare la ionosfera senza problemi, si utilizzano per tali collegamenti le gamme VHF, UHF e SHF.
A queste frequenze le antenne, a parità di dimensioni, hanno un guadagno maggiore ed è quindi possibile costruire delle direttive ad alto guadagno. Le singole antenne poi, in genere, sono connesse in parallelo, per concentrare ancora di più l'emissione verso la Luna (ottenendo quindi un lobo d'irradiazione ad elevata direttività).
Negli ultimi anni i collegamenti EME sono diventati un po' meno difficili, grazie all'introduzione dei nuovi modi digitali, particolarmente adatti alla ricezione di segnali di bassissimo livello.

## La radio e l'antenna

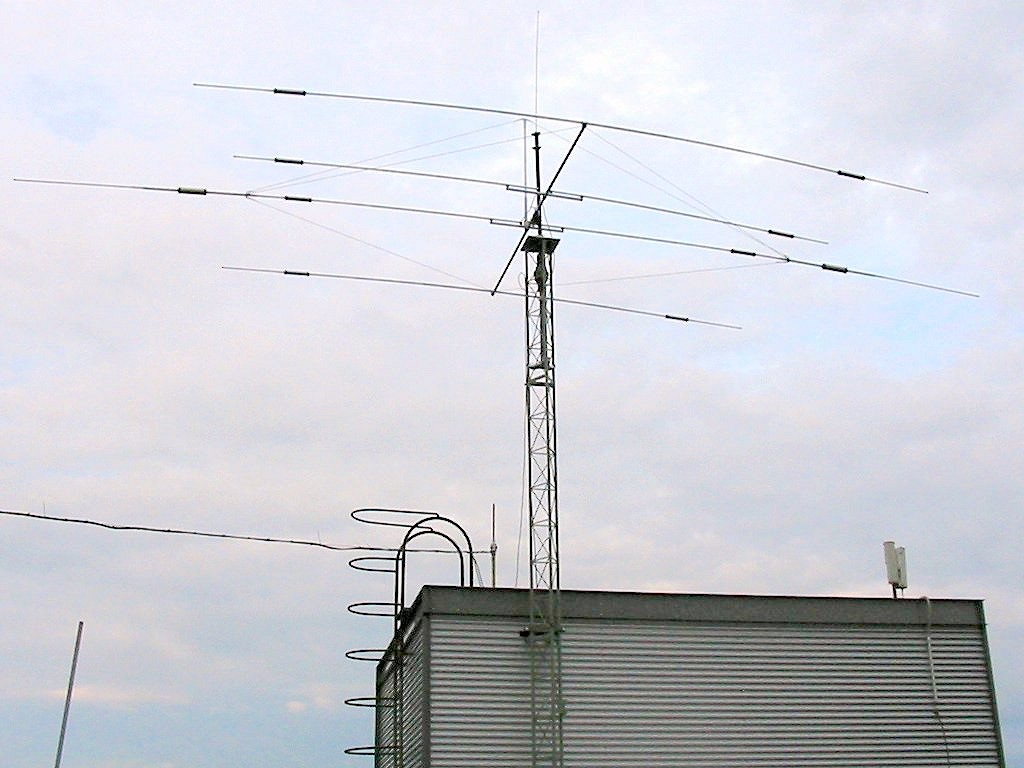
Un'antenna Yagi/Uda

Per poter trasmettere sulle frequenze radioamatoriali, è necessario un apparato radio adeguato. La radio è collegata ad un'antenna di dimensioni inversamente proporzionali alla frequenza utilizzata.
Le antenne più utilizzate sono il dipolo, la Yagi, la quad, la delta loop ed i loop magnetici, mentre per le bande più alte si usano anche le parabole.
Le antenne si classificano in direttive e omnidirezionali.
Le prime permettono di aumentare l'intensità del segnale trasmesso (in gergo tecnico si parla di guadagno espresso in decibel) concentrandolo nella direzione in cui si trova la stazione ricevente. Esempi di antenne direttive sono le classiche antenne televisive.
Le antenne omnidirezionali, invece, hanno la caratteristica di ricevere e trasmettere con un lobo di radiazione la cui sezione orizzontale (parallela al terreno) è un cerchio. Dotate di un minore guadagno rispetto alle direttive, vengono solitamente utilizzate sulle stazioni mobili oppure quando non si conosce la posizione della stazione corrispondente. Le antenne dei telefoni cellulari e quelle delle autoradio sono esempi di antenne omnidirezionali.
La frequenza su cui si trasmette determina la lunghezza d'onda, normalmente identificata dalla lettera greca λ (lambda). È calcolabile, espressa in metri, facendo la divisione tra 300.000.000 (m/s = velocità della luce approssimata) e la frequenza espressa in Hz. Ad esempio 300.000.000 / 3.750.000 Hz dà come lunghezza d'onda 80 metri esatti e proprio per questo la banda che va da 3,5 a 3,8 MHz viene chiamata banda degli "80 metri". Analogo risultato si ottiene dividendo 300 per la frequenza espressa in MHz.
Per realizzare il collegamento tra radio e antenna si usa solitamente un cavo coassiale. La radio, il cavo coassiale e l'antenna devono avere la stessa impedenza caratteristica e solo in questo caso si ottiene l'adattamento di impedenza che garantisce il massimo trasferimento di potenza (dalla radio all'antenna in trasmissione e dall'antenna alla radio in ricezione): è di fondamentale importanza la qualità del cavo coassiale perché un cavo di elevata qualità, e del quale durante l'uso vengono mantenute il più possibile le caratteristiche dichiarate dal fabbricante, riduce le perdite di potenza, ed annulla o riduce il pericolo di disturbi ad altri impianti radioelettrici, compresi gli impianti di ricezione televisiva. L'impedenza assunta oggi come standard per i ricetrasmettitori è pari a 50 ohm, diversa da quella degli impianti televisivi, che è invece di 75 ohm.
È il caso di osservare che mentre il trasmettitore ha dei problemi (osservabili e facilmente misurabili) se la potenza erogata non arriva tutta all'antenna (riscaldamento, emissione di interferenze), la stessa cosa avviene per il segnale che arriva dall'antenna e che sarebbe utile arrivasse tutto al ricevitore.
L'adattamento d'impedenza è dunque importante sia per il ricevitore che per il trasmettitore.

## ATV (Amateur Television)
Sulle bande dei 23 cm (1240 MHz), 13 cm (2400 MHz) e 3 cm (10 GHz) i radioamatori effettuano anche trasmissioni televisive.
La trasmissione avviene con standard analogici e sperimentalmente in digitale. Il metodo più comunemente utilizzato e semplice per ricevere l'ATV sui 23 cm è quello di usare un ricevitore satellitare analogico.